# Llet d'arròs

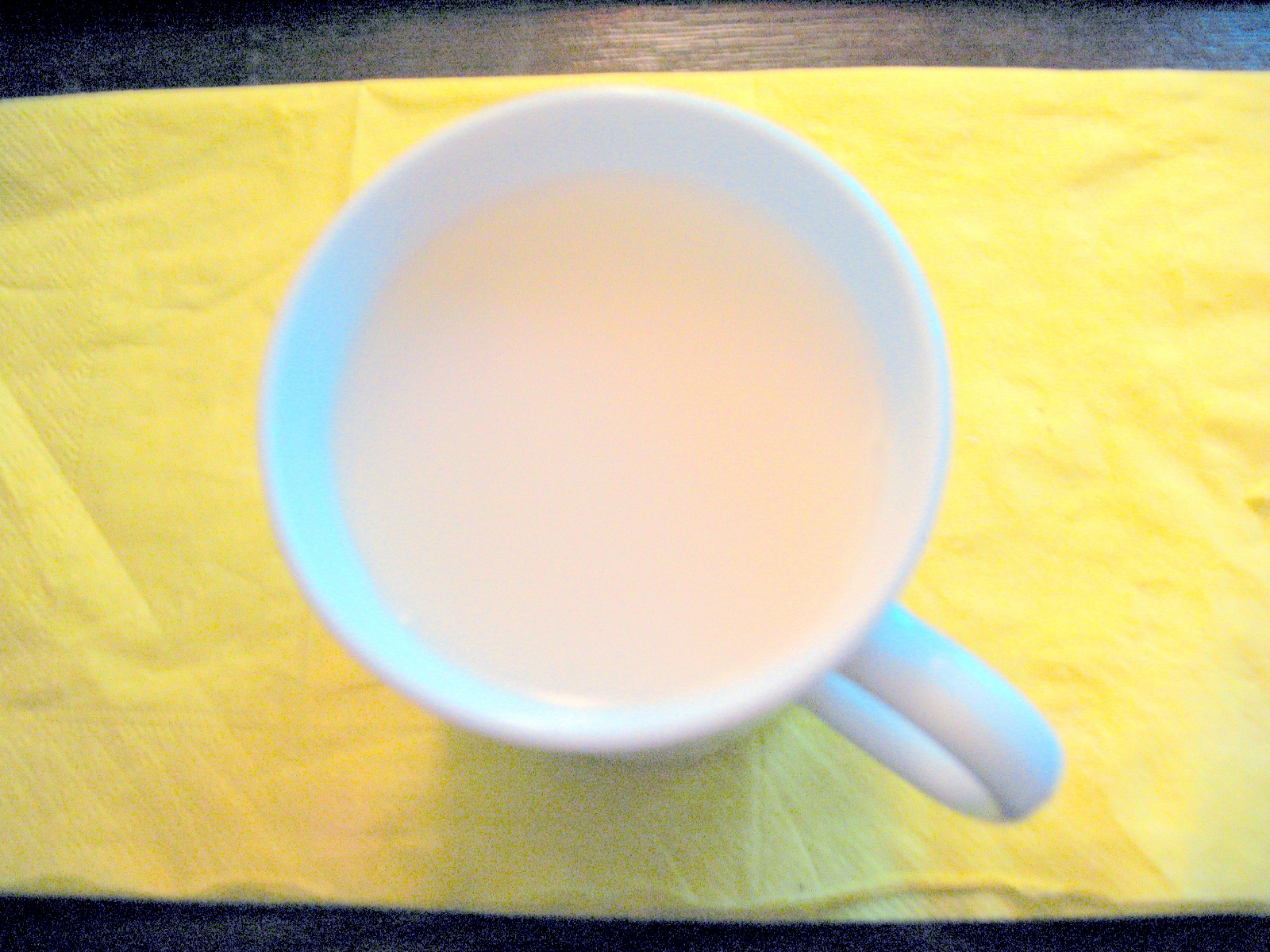
Llet d'arròs en una tassa.

La beguda d'arròs (col·loquialment anomenada llet d'arròs) és un tipus de llet de gra feta d'arròs. Es fa principalment amb arròs integral i sense endolcir. La dolçor en la majoria de les varietats és creat per un procés enzimàtic que divideix els carbohidrats en sucres, especialment en glucosa, similar a l'amazake japonès. Alguns tipus de llet d'arròs poden estar endolcits amb xarop de canya de sucre i altres sucres.

## Comparació a la llet de vaca
Comparada amb la llet de vaca, la llet d'arròs conté més carbohidrats, però no conté quantitats significatives de calci ni de proteïna. No conté lactosa ni colesterol. La llet d'arròs comercial sol ser fortificada amb vitamines i minerals, incloent-hi calci, vitamina B12, vitamina B3, i ferro. Ja que existeix molta gent al·lèrgica als lactis i a la soia, la llet d'arròs és una alternativa més a les llets de vaca i de soia.

## Marques comercials
La llet d'arròs està disponible comercialment en sabor vainilla, xocolata, i ametlla així com en sabor original i pot ser utilitzada com a alternativa a la llet de vaca en moltes receptes. Marques comercials disponibles als Estats Units inclouen Rice Dream i The Bridge.

## Preparació
La llet d'arròs es fa en pressionar l'arròs a través d'un molí que cola els grans d'arròs pressionats. També es pot fer a casa usant farina d'arròs i proteïna d'arròs integral. Hi ha moltes receptes disponibles a Internet.